# يسبر نيلسن
يسبر نيلسن (بالسويدية: Jesper Nielsen) مواليد 30 أغسطس 1989 في نورشوبينغ، هو لاعب كرة يد سويدي يلعب كمحور. يلعب حاليا مع نادي باريس سان جيرمان لكرة اليد ويحمل الرقم 36. مثل منتخب السويد لكرة اليد.

## سجل المنافسة
شارك في البطولات التالية:
- بطولة العالم لكرة اليد للرجال 2015
- بطولة أوروبا لكرة اليد للرجال 2014
- بطولة أوروبا لكرة اليد للرجال 2016
- الألعاب الأولمبية الصيفية 2016

## روابط خارجية
- يسبر نيلسن على موقع الاتحاد الأوروبي لكرة اليد (الإنجليزية)
- يسبر نيلسن على موقع أوليمبيديا (الإنجليزية)
- يسبر نيلسن على موقع اللجنة الأولمبية السويدية (السويدية)